# Trachyuropoda imitans
Trachyuropoda imitans es una especie de arácnido del orden Mesostigmata de la familia Trachyuropodidae.

## Distribución geográfica
Se encuentra en Java, Indonesia.